# Tour d'Aielli
La tour d'Aielli, ou Torre delle stelle est une tour d'époque médiévale située dans la ville de Aielli, dans la province de L'Aquila (Abruzzes),.
Édifiée au XIVe siècle elle abrite désormais un observatoire astronomique et le Museo della Luna (it).

## Historique

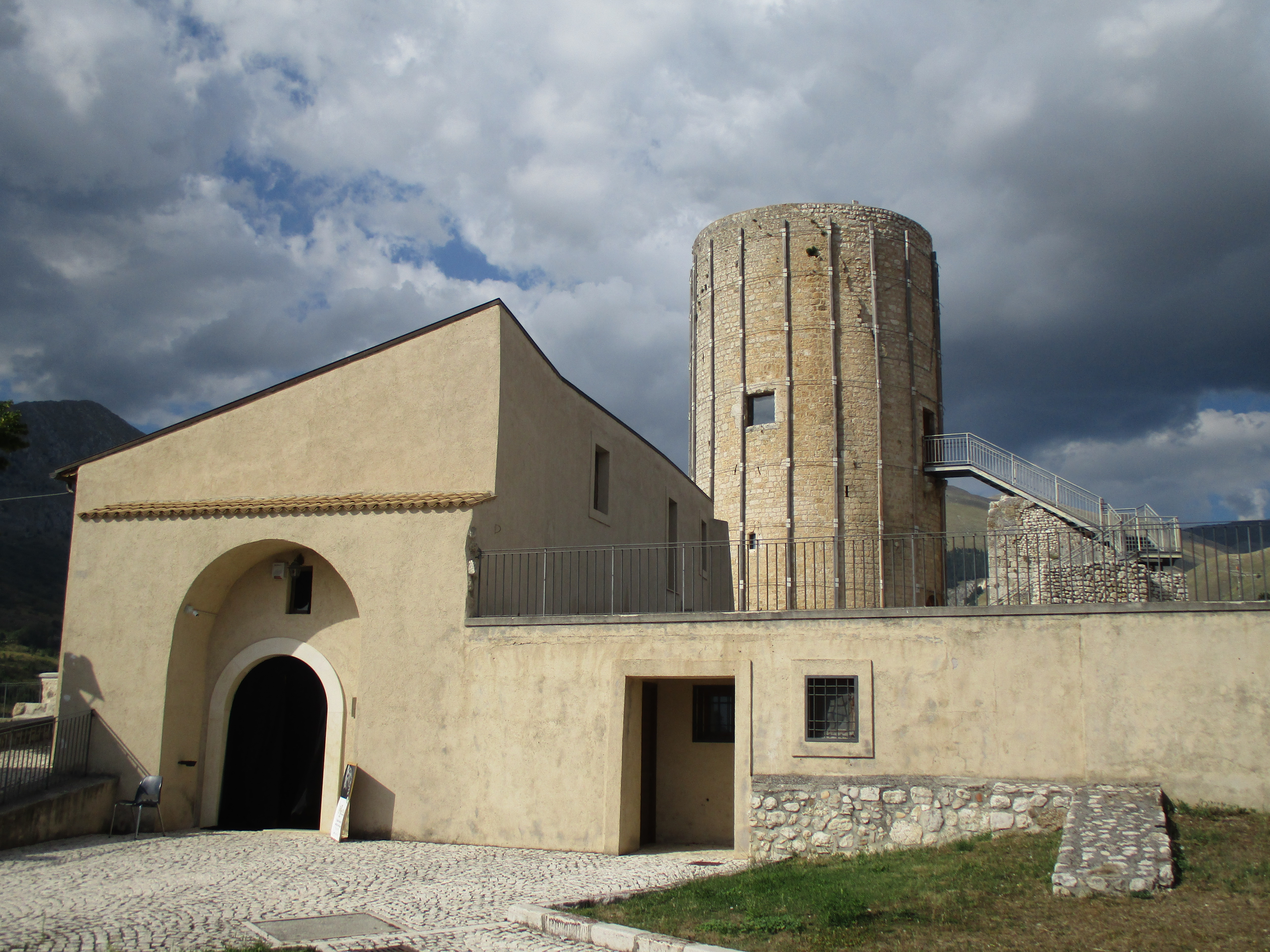
La tour médiévale et la salle Filippo Angelitti.

La première tour médiévale fortifiée de plan carré a été construite à proximité de l'oppidum archaïque préexistant de Caela et de la forteresse du XIIIe siècle de Rocca de Foce, à 1 506 m d'altitude, laquelle fut détruite en 1230 par l'armée dirigée par Bertoldo d'Urslingen, frère de Rainaldo d'Ursslingen, duc de Spolète.
La construction de la première tour remonte au XIIe siècle, située à Aielli Alto, à 1 021 m d'altitude. Elle fut détruite avec le château en 1347 par les troupes d'Amatrice, une ville en lutte avec les châteaux de l'Italie centrale pour des questions de frontières et de prestige.
C'est Roger II, comte de Marsi, qui reconstruisit la tour circulaire entre 1355 et 1356 pour des raisons logistiques liées au contrôle du territoire. Celle-ci était en effet placée dans une position stratégique, en alignement visuel avec la tour de Collarmele et avec le premier noyau fortifié du château de Celano.
Au XVIe siècle, la famille Piccolomini, seigneurs du comté de Celano, fit apporter plusieurs améliorations architecturales et structurelles à la tour. En particulier, la voûte en forme de dôme de l'étage inférieur et les fenêtres de style Renaissance de la partie la plus élevée de la structure, composée de trois niveaux d'habitation, ont été créées. Avant le séisme du 13 janvier 1915 de la Marsica, la tour mesurait environ 24 m de haut tandis que, après la restauration, la hauteur intérieure a été réduite à environ 18 m. Le diamètre intérieur, octogonal, dépasse les 9 m et est entouré à la base d'un anneau légèrement plus grand.
Rénové en 1998, il est devenu musée et observatoire astronomique depuis 2002. Également appelée « Tour des Étoiles », elle abrite un observatoire astronomique et le musée de la Lune, une exposition dotée d'une bibliothèque scientifique spécialisée et d'instruments du plus haut niveau.

## Galerie

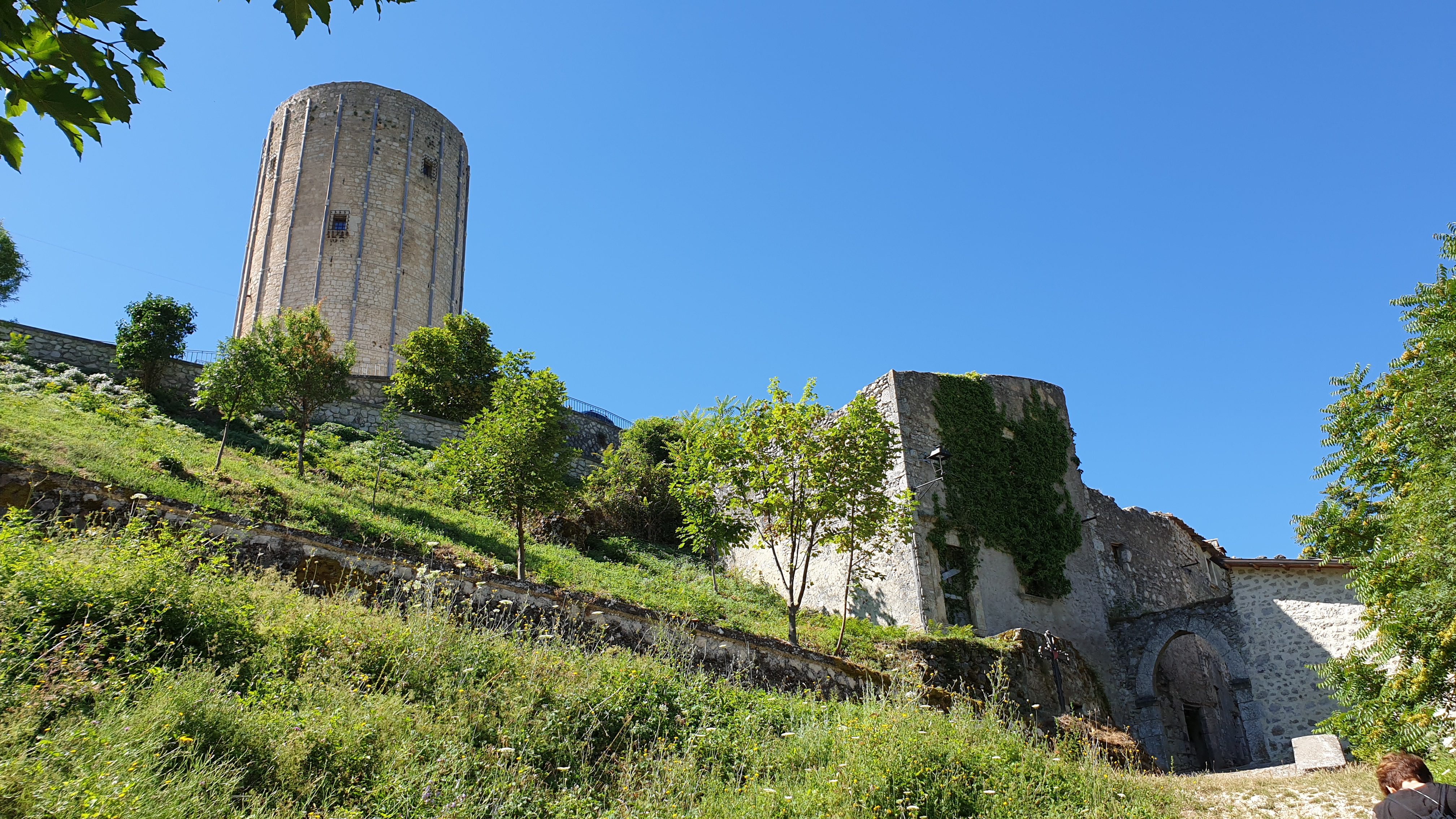
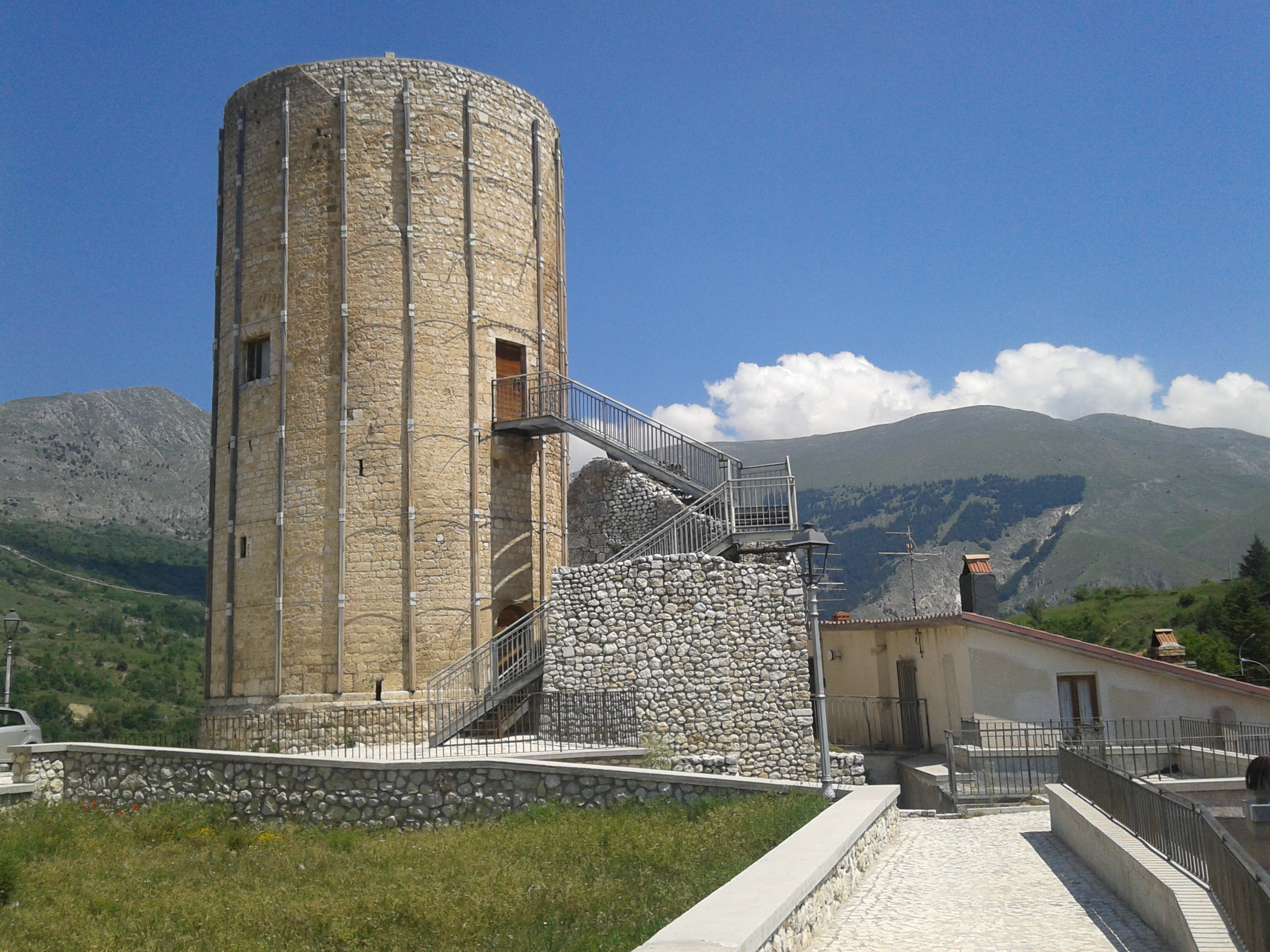